# قشلاق أغداش مهرام (مقاطعة بيله سوار)
قشلاق أغداش مهرام (بالفارسية: قشلاق اغداش محرم) هي منطقة سكنية تقع في إيران في أردبيل.